# Resolució 2090 del Consell de Seguretat de les Nacions Unides
La Resolució 2090 del Consell de Seguretat de les Nacions Unides fou adoptada per unanimitat el 13 de febrer de 2013. El Consell va ampliar el mandat de l'Oficina de les Nacions Unides a Burundi (BNUB) fins al 15 de febrer de 2014.
Malgrat els esforços del govern de Burundi, els drets humans continuaven sent un problema en aquest país, ja que s'hi donaven a terme execucions extrajudicials, maltractaments i tortures a presoners i restriccions a la llibertat de premsa, la llibertat d'expressió i associació. A algunes parts hi havia activitats paramilitars.